# John Ovington
John Ovington (1653-1731) est un curé anglais qui prit la route de l'exil en même temps que le roi Jacques (1689). Engagé comme aumônier par l’East India Company, Ovington prit place à bord du Benjamin en partance pour les Indes. Ovington débarqua quelques jours à Bombay avant de s'établir à Surate où il devait vivre deux ans et demi. Ses mémoires de voyages, traduits en français par Niceron en 1725 sous le titre de « Voyages faits à Surate & en d'autres lieux de l'Asie & de l'Afrique », dépeignent Bombay comme une ville de débauche peuplée de prostituées et d’ivrognes. De son séjour à Surate, Ovington décrit l’influence moghole, les particularismes religieux et culturels des Hindous et des Parses, enfin spécule sur le statut du fakir, ermite musulman. Ovington décrit la cérémonie du thé et loue la consommation de ce breuvage, une prise de position qui lui valut les critiques d’Alexander Hamilton. Mais l’aspect le plus intéressant des voyages d'Ovington est encore sa description de l’organisation et des procédés de la manufacture anglaise de Surate. De tous les récits de voyages de cette période, ceux d’Ovington sont, selon Riddick, les plus intéressants et les plus spirituels.

## Écrits
- A Voyage to Surat in the Year 1689, Giving A Large Account Of The City And Its Inhabitants And Of The English Factory There. (1698), impr. Jacob Tonson

, Londres.
- An essay upon the nature and qualities of tea (1699), impr. R. Robert, Londres.

## Source
- John F. Riddick, The History of British India: a Chronology (réimpr. 1929)